# دي هارت
دي هارت (بالإنجليزية: Demetrius Hart)‏ هو لاعب كرة قدم أمريكية أمريكي، ولد في 1993 في أفون بارك في الولايات المتحدة.